# Bombardier Aéronautique
Pour les articles homonymes, voir Bombardier.
Bombardier Aéronautique est une filiale du Groupe Bombardier. 
Jusqu'en 2018, c'était le quatrième fabricant mondial en nombre d'avions commerciaux produits annuellement après Boeing, Airbus et Embraer mais depuis, la compagnie s'est départie de plusieurs secteurs d'activité dont les avions amphibies, les turbo-propulseurs, la CSeries à la suite des problèmes financiers que cette dernière lui a causés, ainsi que le programme CRJ, pour se recentrer uniquement sur les avions d'affaires à partir du 1er juin 2020.

## Histoire

### Création
La division aéronautique de Bombardier fut fondée lors de l'achat de la compagnie Canadair en 1986. Cet avionneur a vu le jour dans les années 1920 par Vickers pour la production d'avions de brousse. Durant la Seconde Guerre mondiale, on y produisit des avions militaires au Canada, dont le Canso. L'ancêtre de la General Dynamics la racheta après la guerre et elle prospéra dans le domaine des avions militaires. Cependant, un marché en baisse mena le gouvernement canadien à devenir propriétaire de l'entreprise durant les années 1970 afin de garder cette entreprise d'un domaine de pointe au Québec.
Sous la nouvelle administration, on assista à une évolution vers l'aviation civile. L'avionneur amassa cependant une perte record pour une compagnie canadienne malgré le succès de vente de la série Challenger 600 à cause de la récession économique du début des années 1980. Le gouvernement devait la garder ouverte pour ne pas répéter le désastre de l'Avro CF-105 Arrow qui avait déjà coûté très cher dans ce domaine au Canada. Il devait également faire taire les souverainistes québécois, toujours prêts à signaler les déséquilibres dans l'aide du gouvernement fédéral aux provinces. Bombardier, une entreprise québécoise, offrait la meilleure garantie de garder l'entreprise en activité.

### Acquisitions
Bombardier restaura la profitabilité de Canadair. Elle poursuivit ses acquisitions et se créa la réputation d'acheter des compagnies en difficultés financières à bas prix et de les remettre sur la bonne voie. Ainsi, en 1989, Bombardier Aéronautique racheta Short Brothers, un avionneur de Belfast en Irlande du Nord pratiquement en banqueroute. En 1990, c'était au tour de la Learjet Company de Wichita au Kansas et de son jet d'affaires très connu. En 1992, De Havilland Canada, une filiale en perte de vitesse de Boeing, compléta le tableau.

### Événements de septembre 2001
Les attentats du 11 septembre 2001 ont porté un coup dur à l'industrie de l'aviation. Couplés à une récession économique, ces attentats ont fait grandement diminuer le nombre de passagers. Bombardier Aéronautique connut quelques années difficiles qui menèrent à une réorganisation. Au total, Bombardier a dû supprimer environ 10 000 emplois, dont plus de 2 000 à Montréal.
À partir de 2004, la reprise économique a permis d'augmenter la production d'appareils. L’emploi dans le secteur, dont Bombardier compte pour 40 % dans la région de Montréal, a retrouvé en 2005 les niveaux qu’il connaissait avant le 11 septembre 2001.

### Problèmes avec le Q-400
En janvier 2000, la compagnie Scandinavian Airlines (SAS) a été la première compagnie à exploiter commercialement le Q400. Un appareil à Aalborg, le 9 septembre 2007, ainsi qu'un autre, dérouté sur Vilnius le 12 septembre 2007, ont effectué des atterrissages d'urgence à la suite d'une défaillance de verrouillage du train d'atterrissage principal. À la suite de ces deux incidents, la SAS a temporairement suspendu l'exploitation de ses Q400. Elle a procédé à une inspection complète des trains d'atterrissage, et au remplacement systématique d'une pièce vraisemblablement affectée par la corrosion. Le 27 octobre 2007, un Q400 de la SAS est contraint, à cause d'un dysfonctionnement du train d'atterrissage principal, d'effectuer un atterrissage d'urgence à Copenhague. Ce troisième incident était cependant différent des deux précédents, car dû à un joint mal placé.
Le lendemain, la SAS a annoncé sa décision d'arrêter l'exploitation de sa flotte de Q400, constituée de 27 avions au total et contribuant selon elle à environ 5 % du trafic passager de la compagnie. Elle a affirmé que le Dash 8-Q400 avait provoqué des problèmes répétés « liés à la qualité », et que ces incidents provoquaient des retards sur les lignes où cet appareil était exploité.
Le train d'atterrissage principal du Dash 8-Q400 est fabriqué par la compagnie américaine Goodrich, et son installation est réalisée par Bombardier. À la suite des problèmes rencontrés par SAS, ces deux constructeurs ont réagi en initiant des procédures de vérification, qui ont toutefois confirmé la fiabilité de ces équipements. Les enquêtes tendent à mettre en cause l'entretien des appareils effectué par SAS, et non leur conception.
Le 15 novembre 2007, SAS réclamait une compensation de 78,3 millions $US à Bombardier en raison du coût lié aux deux premiers incidents. En 2008, SAS est la seule de vingt-quatre compagnies à avoir cessé d'exploiter le Q400. En mars 2008, SAS a conclu un accord avec Bombardier comprenant à la fois une compensation financière et une commande de nouveaux avions dont quatorze Q400 équipés d'un train d'atterrissage modifié (NextGen). En août 2009, Bombardier a annoncé la signature d'un contrat de livraison de cinq Q400 NextGen pour un montant de 159 millions $US avec un acheteur non dévoilé.

### CSeries

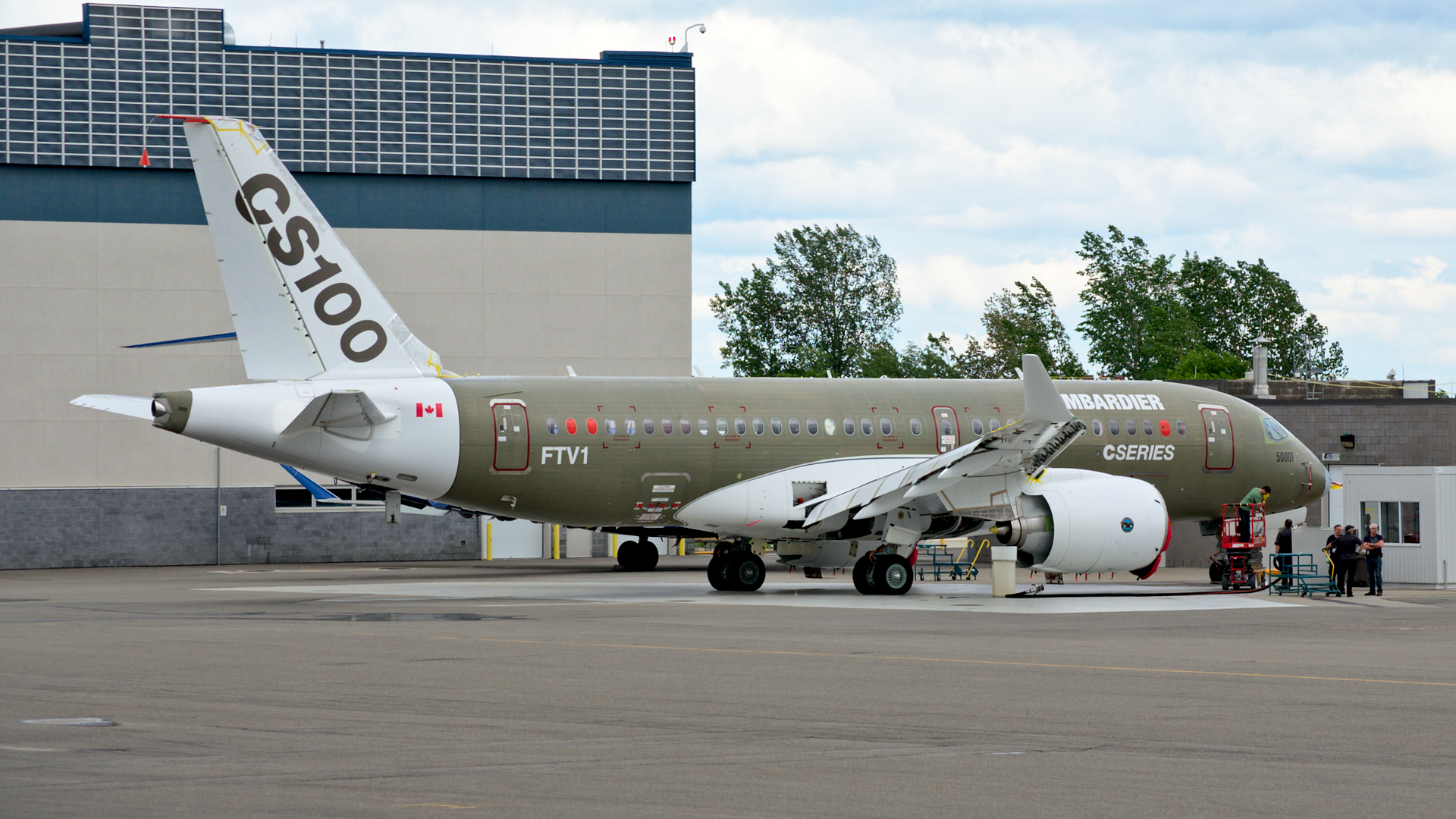
Véhicule d'essai en vol Bombardier CSeries CS100 (FTV-1) à Mirabel.

Bombardier planifiait un nouvel appareil de 85 à 120 sièges pour les CRJ. Il s'agissait du projet BRJ-X qui a été abandonné au profit du CRJ-900, un allongement à 90 places du modèle précédent, et le CRJ-1000 de 100 places a été annoncé le 18 février 2006, toujours dérivé du même modèle de base.
Entre-temps, le projet BRJ-X renaît sous le nom de projet de Bombardier CSeries (Série C) en juillet 2004, une toute nouvelle famille de jets de 110 à 149 passagers. Avec ce nouvel appareil, Bombardier entrerait dans un nouveau segment de marché,  celui occupé par Boeing et Airbus. La compagnie espérait introduire ce nouveau produit en 2010 et a donc commencé à sonder le marché pour des clients potentiels en mars 2005. En mai 2005, Bombardier obtenait un accord de financement par les gouvernements du Québec (117 millions CAD), du Canada (350 millions CAD) et du Royaume-Uni (113 millions £) pour ce projet. Les pièces seraient produites chez Canadair de Montréal et Short Brothers de Belfast. L'endroit pour l'assemblage final n'était pas encore déterminé mais la compagnie a déjà des installations du genre près de l'aéroport international Montréal-Mirabel, au nord de Montréal, qui était le lieu le plus probable.
Après des années de suspense et d'hésitation, Bombardier a annoncé le 13 juillet 2008, au salon aéronautique de Farnborough, que les avions de la Série C verraient le jour et que l'assemblage final des appareils se ferait à Mirabel au Québec, le fuselage de l'appareil sera construit en Chine, tandis que ses installations de Belfast, en Irlande du Nord, se chargeront des ailes. L'usine Canadair de Bombardier de l'arrondissement Saint-Laurent, à Montréal, construira le fuselage arrière et le poste de pilotage. L'entrée en service est prévue en 2013. La valeur approximative de chaque avion est de 46,7 millions USD. L'investissement total sera de 2,6 milliards CAD dans la mise au point, dont un tiers proviendra de Bombardier, un tiers des fournisseurs et un tiers des gouvernements. Les retombées au Québec seront de 1 000 emplois d'ici 2013 et 3 500 lors du pic de production, vers 2017.
Lufthansa a signé en juillet 2008 une lettre d'intérêt prévoyant jusqu'à 60 avions, incluant 30 options. L'annonce de la signature de la première commande ferme a été faite le 11 mars 2009. Lufthansa y commande 30 avions et prend des options sur 30 autres appareils, comme dans la lettre d'intention. La filiale de Lufthansa, Swiss International Air Lines, exploitera ces avions. L'entente est d'une valeur de près de 2 milliards USD. Bombardier Aéronautique a également annoncé l'adoption de nouvelles désignations de modèles pour cette gamme d'avions : l'appareil de 110 places, connu antérieurement sous le nom de C110, devient le CS100 et l'appareil de 130 places devient le CS300.
Le 26 septembre 2017, le département du Commerce des États-Unis (DOC) impose des droits compensatoires préliminaires de près de 220 % aux appareils CSeries à la suite d'une requête de l'avionneur Boeing, bien que ce dernier n'ait pas d'appareil dans ce créneau, ni même soumissionné pour la vente de tels appareils à Delta Air Lines, profitant de la ferveur protectionniste créée par le président Donald Trump pour se défaire d'un compétiteur potentiel.
Le 16 octobre 2017, Airbus annonce l'acquisition d'une majorité des parts de la Série-C de Bombardier. Airbus détiendra 50,01 % du programme tandis que Bombardier et le gouvernement du Québec auront respectivement environ 31 % et 19 %. L'entente prévoit une garantie pour le maintien au Québec du siège social de la CSeries, jusque-là détenue conjointement par Québec et Bombardier, ainsi que de l'assemblage final réalisé à Mirabel. Une deuxième ligne d'assemblage final serait mise sur pied à Mobile, en Alabama, afin de fournir les clients américains, permettant ainsi d'éviter les droits compensatoires et antidumping que souhaite imposer le gouvernement américain sur le programme.
En février 2020, Airbus annonce l'acquisition de la participation restante de 25 % de Bombardier dans le programme A220, passant sa participation à 75 %, pour 591 millions de dollars canadiens, le reste appartenant au gouvernement du Québec.

### Production
Bombardier compte de nombreuses usines à travers le monde, directement ou avec ses filiales (Canadair et De Havilland) au Canada, (Learjet) aux États-Unis et (Short Brothers) en Irlande du Nord. Le 7 février 2013, Bombardier a annoncé le début de la production à son usine de transition au Maroc. Après une cérémonie de remise des diplômes tenue le 1er février à l'Institut des Métiers de l'Aéronautique (IMA), 18 ajusteurs-monteurs ont commencé la production des premiers composants de Bombardier à sortir de son usine marocaine. Le nombre d'emplois prévu par Bombardier devait atteindre 850 personnes dans cette usine en 2020.

### Démêlés judiciaires
De 1996 à 2000, Embraer et Bombardier ont entamé différentes procédures judiciaires devant l'OMC, s'accusant mutuellement de profiter de subventions indues. En 2000, l’OMC a accordé au Canada le droit d'imposer des mesures de rétorsions économiques à l'endroit du Brésil dans ce différend. L’OMC a jugé que le programme brésilien de subventions allait à l’encontre des échanges internationaux alors que le programme canadien s’y conformait.
De 2000 à 2009, les deux sociétés ont préféré poursuivre leurs activités commerciales sans recourir aux tribunaux. Par contre, en janvier 2009, Embraer a décidé de réactiver les hostilités en déposant à la direction générale de la concurrence de la Commission européenne une plainte contre Bombardier pour « subvention illégale ».

### Restructuration de 2018-2020
Le 8 novembre 2018, Bombardier a annoncé deux transactions lui permettant de récolter environ 900 millions $US, soit la vente de la série Q à Viking Air (300 millions $US) et le transfert de ses activités concernant la formation de techniciens et de pilotes pour ses avions d’affaires à la multinationale québécoise CAE (645 millions $US).
Bombardier, qui avait déjà cédé en juin 2016 sa division hydravions (CL-215, CL-215T et CL-415) à Viking, puis cédé en 2017 une participation majoritaire dans la CSeries à Airbus, comptait entre autres redéployer des ingénieurs vers son secteur des jets d'affaires.
En juin 2019, Bombardier annonce la vente de sa série CRJ à Mitsubishi Heavy Industries pour 550 millions de dollars effective au 1er juin 2020.

## Activités

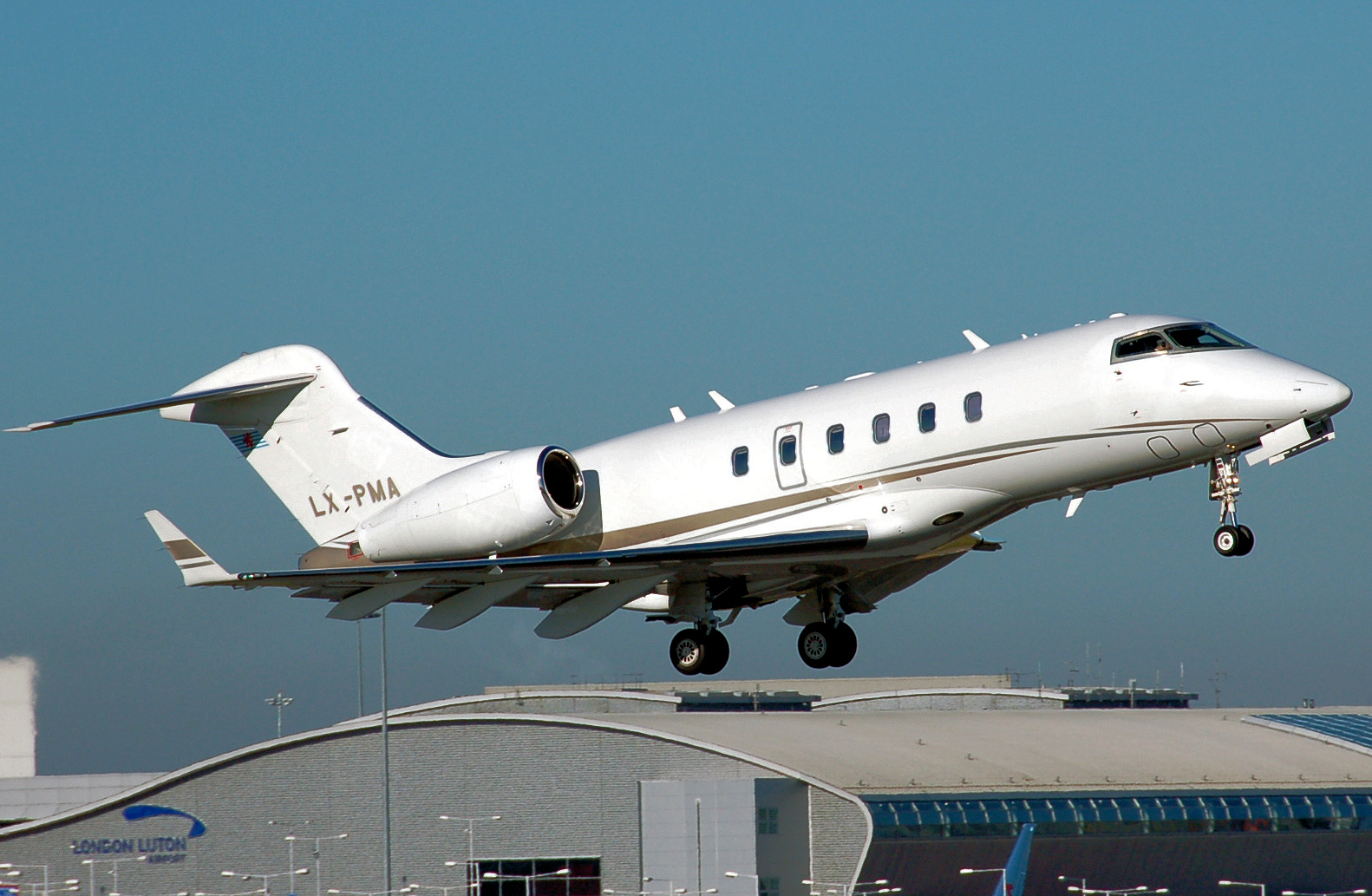
Photo d'un Challenger 300 au moment du décollage.

En 2020, Bombardier n'a conservé que l’activité aviation d'affaires.
Produits par Learjet au Kansas (États-Unis) et Canadair à Montréal (Canada) :
| Avion          | Description | Sièges | Date d'introduction | 1er vol | 1re livraison | Date de cessation de production |
| Learjet 40 XR  | jet privé   | 2-7    |                     |         |               |                                 |
| Learjet 45 XR  | jet privé   | 2-9    |                     |         |               |                                 |
| Learjet 60 XR  | jet privé   | 8-10   | Juin 1991           |         |               |                                 |
| Challenger 300 | jet privé   | 8-16   |                     | 1999    | 2004          |                                 |
| Challenger 600 | jet privé   | 2-19   | 1976                | 1975    | 1980          | 1986                            |
| Challenger 605 | jet privé   | 5-12   | 2005                | 2006    | 2006          |                                 |
| Challenger 650 | jet privé   | 5-12   | 2015                | 2015    | 2015          |                                 |
| Challenger 850 | jet privé   | 5-19   | 2006                | 2006    | 2006          | 2015                            |
| Global Express | jet privé   | 12-16  | 1993                | 1996    | 1998          |                                 |
| Global 5000    | jet privé   | 8-18   | 2003                | 2005    | 2005          |                                 |

### Anciennes activités
En 2008, Bombardier aéronautique compte 28 000 employés, dont 13 600 au Québec, et génère un chiffre d'affaires de 8,2 milliards de dollars américains annuellement. Elle investit annuellement 173 millions de dollars américains en recherche et développement et emploie 957 ingénieurs, ce qui en fait le troisième plus important employeur d'ingénieurs au Québec. C'est alors un conglomérat fabriquant divers types d'avions et de pièces aéronautiques. Elle construit des jets d'affaires à très long rayon d'action, des jets régionaux de moins de 100 places, des avions de passagers turbopropulsés pour les courtes distances et les courtes pistes, des bombardiers d'eau et procure des pièces et services à l'aviation militaire. Les avions de la Série C embarquent jusqu'à 135 passagers sont désormais appelés Airbus A220.
Les appareils Challenger ont été développés chez Canadair et comprennent les Challenger 300, Global 5000 ou Global Express et la série de jets régionaux CRJ. Les DASH ont été développés chez De Havilland dont les Dash 8 de série Q (pour « Quiet », « silencieux » en anglais) avec des turbopropulseurs particulièrement silencieux pour décollage sur des pistes très courtes permettant l'usage en milieu urbain. Learjet construit de petits et moyens appareils d'affaires dont la série Challenger est issue. En novembre 2012, Bombardier Aéronautique signe un contrat ferme de 3,1 milliards $US avec VistaJet (en), société européenne de location d'appareils de luxe,.
Les appareils commerciaux Dash-8 et CRJ ont une configuration des sièges similaires (deux sièges de chaque côté de l'allée centrale), des compartiments pour bagages les surplombant, des toilettes et cuisinettes. Ces appareils sont de bons vendeurs par leur relativement faibles coûts d'achat et d'opérations ainsi qu'un impact environnemental minimal. Ils ont rendu rentable le service entre aéroports régionaux et ceux de transit majeur ce qui a attiré des compétiteurs dont Embraer du Brésil.
Du côté des appareils spécialisés, les bombardiers d'eau CL-415 ont remplacé les CL-215 durant les années 1990. Ils sont plus gros et polyvalents, sont mus par des turbopropulseurs et ont un appareillage électronique très complet.

#### Jets régionaux de Canadair

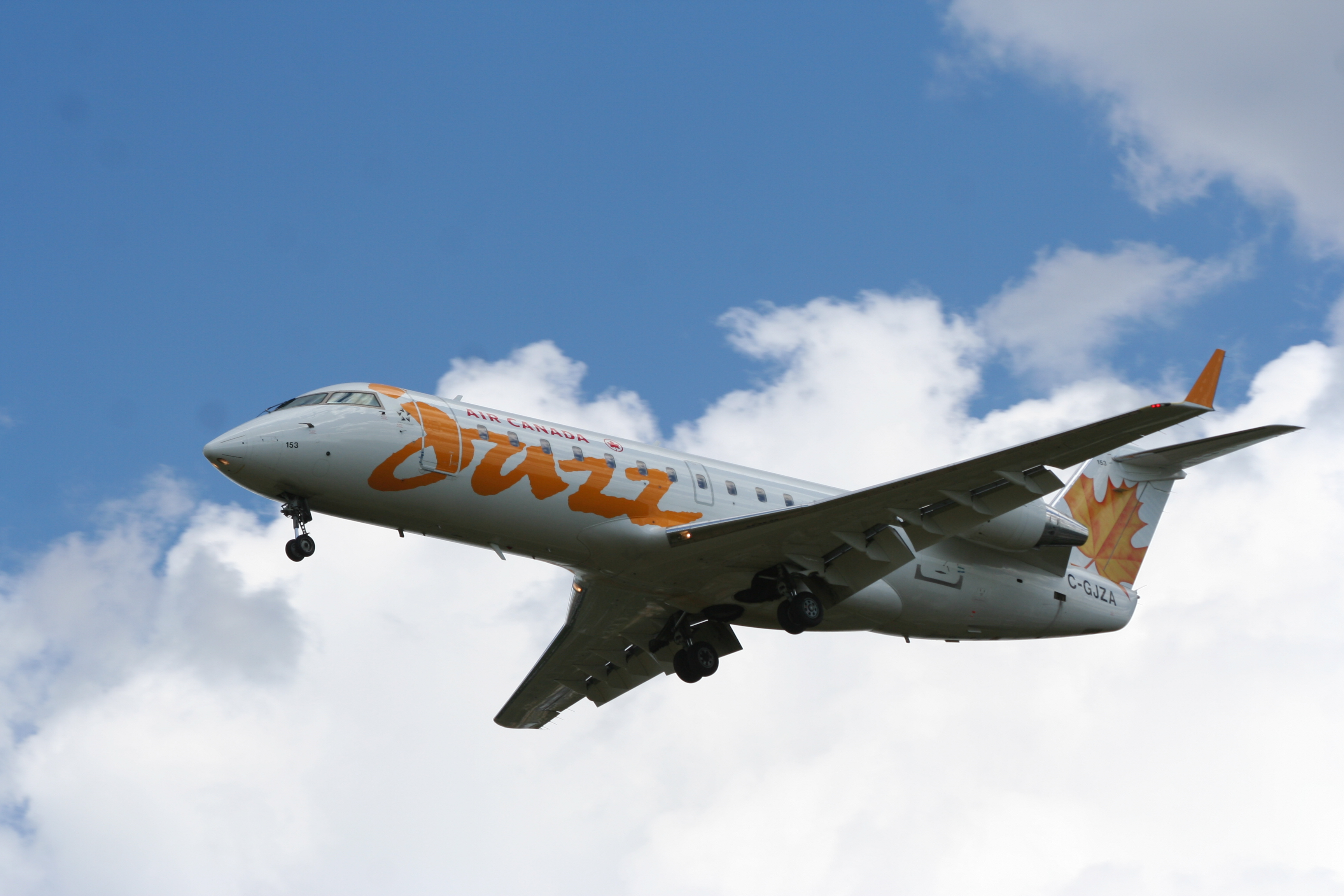
Bombardier CRJ peint aux couleurs de Air Canada Jazz.

Produits par Canadair à Montréal (Canada), :
| Avion    | Description                   | Sièges      | Date d'introduction | 1er vol           | 1re livraison | Date de cessation de production                   |
| CRJ-100  | jet régional                  | jusqu'à 50  | 1989                |                   | Octobre 1992  | ?                                                 |
| CRJ-200  | jet régional                  | jusqu'à 50  |                     |                   |               |                                                   |
| CRJ-440  | jet régional                  | 44          |                     | 2001              | 2002          |                                                   |
| CRJ-700  | jet régional                  | 70 à 78     | 21 janvier 1997     | 1999              | janvier 2001  |                                                   |
| CRJ-705  | jet régional                  | jusqu'à 75  | mars 2005           |                   | 2005          |                                                   |
| CRJ-900  | jet régional                  | 86-90       | 24 juin 2000        | 2002              | janvier 2003  |                                                   |
| CRJ-1000 | jet régional                  | jusqu'à 100 | 3 septembre 2008,   | décembre 2010     |               |                                                   |
| CS-100   | jet régional                  | 110         | prévu pour 2013     | 16 septembre 2013 | 29 juin 2016  | Transfert du produit à Airbus qui le renomme A220 |
| CS-300   | jet régional à moyen courrier | 130         | prévu pour 2013     | 27 février 2015   |               | Transfert du produit à Airbus qui le renomme A220 |

#### Turbopropulsés de série Q de De Havilland

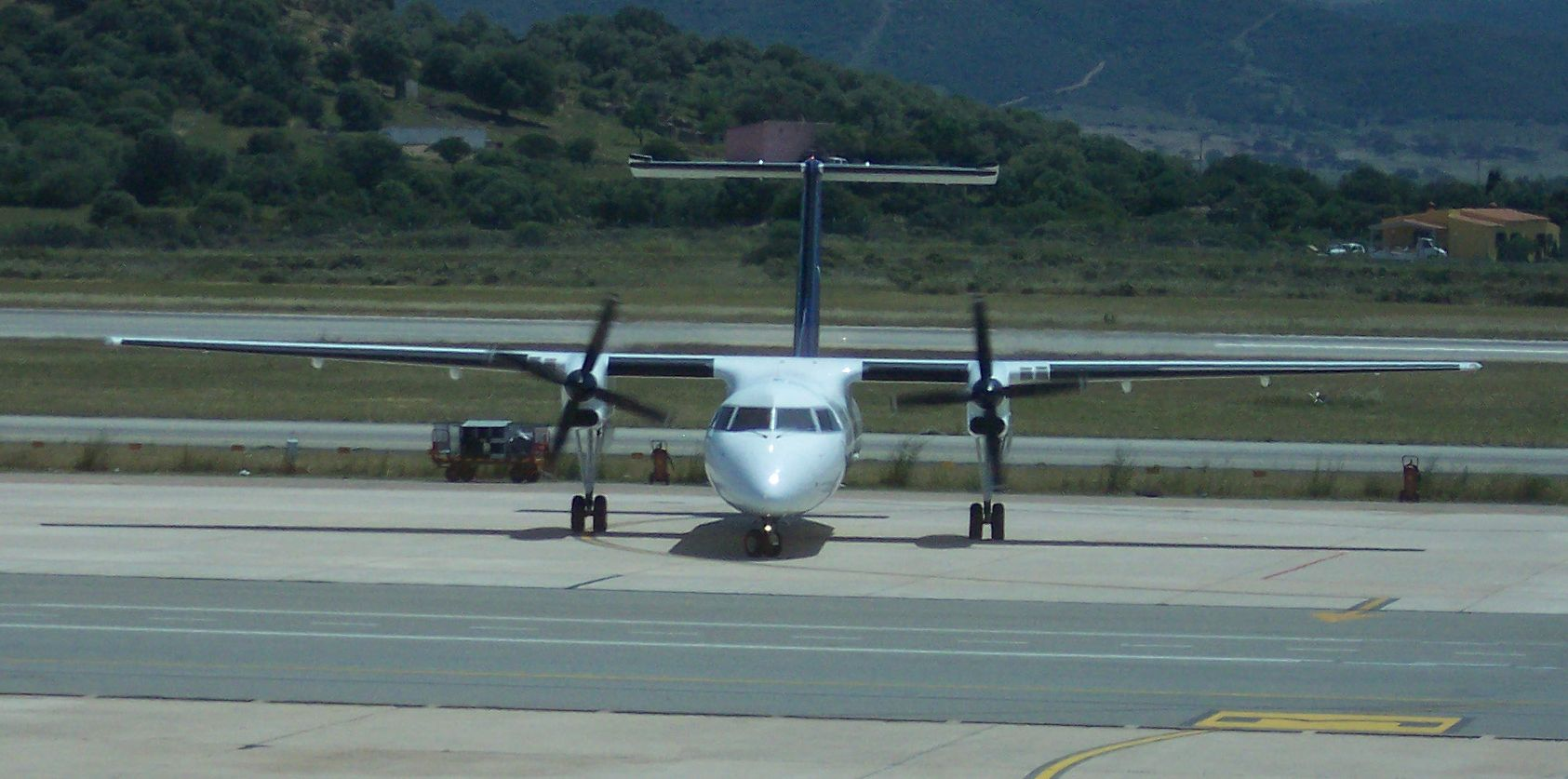
Un Dash-8.

Produits par De Havilland Canada à Toronto (Canada) :
| Avion                                                     | Description    | Sièges | Date d'introduction | 1er vol | 1re livraison | Date de cessation de production |
| Dash 8 Q100                                               | turbo propulsé | 33-37  |                     |         | 1984          |                                 |
| Dash 8 Q200 Moteurs améliorés par rapport au Q100         | turbo propulsé | 33-37  |                     | 1986    | 1989          |                                 |
| Dash 8 Q300 Version allongée du Q-100                     | turbo propulsé | 48-50  |                     | 1989    |               |                                 |
| Dash 8 Q400 Avec six pales ce qui le rend plus silencieux | turbo propulsé | 68-78  |                     | 1998    | 2000          |                                 |